# Halles de Beaumont-du-Gâtinais
Les halles de Beaumont-du-Gâtinais sont une construction située à Beaumont-du-Gâtinais, en France. Elle est classée aux monuments historiques depuis 1922.

## Situation et accès
La construction est située entre les rues Montgaudier (route départementale 403) et de l'Hôtel-de-Ville (route départementale 43), en face de l'église, au sud du village de Beaumont-du-Gâtinais. Plus largement, elle se trouve dans le département de Seine-et-Marne, en région Île-de-France.

## Statut patrimonial et juridique
Les halles font l’objet d’un classement au titre des monuments historiques par arrêté du 18 mars 1922, en tant que propriété de la commune.